# Rebecca Love
Rebecca Love, née le 30 mars 1976 à New York, est une actrice américaine spécialisée dans les films érotiques.

## Biographie
Née le 30 mars 1977 à Richmond, en Virginie, aux États-Unis . Elle a grandi dans le nord de l’État de New York, dans la région des Adirondacks . Après avoir terminé ses études secondaires, elle s’est installée en Floride pour poursuivre des études en arts du spectacle. C’est à cette période qu’elle a commencé à travailler comme danseuse exotique, ce qui l’a progressivement conduite à une carrière dans l’industrie du divertissement pour adultes.
Rebecca Love a débuté dans les films pour adultes en 1999 avec le film Beaver Hunt 6. Elle a ensuite joué dans de nombreuses productions érotiques et a également animé des émissions de radio spécialisées. Elle est la cofondatrice du “Adult Film Star Network”, une plateforme éducative destinée aux professionnels de l’industrie pour adultes. 
Parmi ses rôles notables, on peut citer ceux dans Bikini Girls from the Lost Planet, The Girl from B.I.K.I.N.I. et Bikini Jones and the Temple of Eros.
Ses films font partie des productions destinées à appréhender un public plus large, bien que celles-ci restent généralement dans le registre de l’érotisme dit "soft".

## Filmographie
- 1997 : Sex Files 2
- 2002 : Titty Mania 11
- 2003 : Women in Uniform
- 2003 : The Wedding
- 2003 : The Tits That Saved XXX-mas : l'assistante du Père Noël
- 2003 : The Stable
- 2003 : Sunrise: Extreme Close-up
- 2003 : Sex-z Illustrated
- 2003 : Sex for Sale
- 2003 : Search for the Ripe Peach
- 2003 : School of Hard Knockers
- 2003 : Not Far from Heaven
- 2003 : More Than a Handful 12
- 2003 : Itty Bitty Cheerleaders vs. the Big Boob Squad 2
- 2003 : Italian Sausage 2
- 2003 : Debbie Does Dallas: The Revenge : Minnie
- 2003 : City of Sin
- 2003 : Celestial Desires
- 2003 : Busty Beauties 5
- 2003 : Big Tit Brotha Lovers
- 2003 : Barefoot Beauties
- 2003 : Beyond Reality 6
- 2003 : The Assignment : Michelle
- 2003 : Big Tit Prison
- 2003 : All for Cum and Cum for All
- 2004 : The 8th Sin : Chili
- 2004 : Not Far from Heaven 2
- 2004 : Debbie Does Dallas: East vs. West
- 2004 : Burn
- 2004 : Big Boobs of DDU
- 2004 : Love and Bullets : une playmate du threesome
- 2005 : When Things Get Rough She Gets Filthy
- 2005 : The Best of Tyler Faith
- 2005 : Porn Fidelity
- 2005 : Conviction
- 2005 : Camera Girls P.O.V.
- 2005 : Pillow Talk : Jan
- 2005 : Camp Cuddly Pines Powertool Massacre : la détenue psychiatrique
- 2005 : The Witches of Breastwick 2 : Rebecca
- 2005 : Big Tit Fuckfest
- 2005 : Faith's Fantasies : l'amie de la piscine
- 2006 : Stiletto
- 2006 : Playgirl: Provocative Passion
- 2006 : Jack's Big Tit Show 2
- 2006 : Bikini Pirates : Morganna la pirate
- 2006 : Thar She Blows
- 2006 : Sex Games Vegas (série télévisée) : Helen
- 2006 : Gossip : Michelle
- 2006 : Ghost in a Teeny Bikini : Evilyn
- 2006 : Bikini Girls from the Lost Planet : la reine Morganna
- 2006 : Playgirl: Longing for Him
- 2007 : Playgirl: Sexual Sensations
- 2007 : Diary of a MILF 5
- 2007 : Playgirl: Deep Indulgence (segment : "Love 4 Sale")
- 2007 : Bewitched Housewives (téléfilm) : Linda
- 2007 : The Girl from B.I.K.I.N.I. : Samantha Rhinehart
- 2009 : Cleavagefield (téléfilm)
- 2010 : Bikini Jones and the Temple of Eros (téléfilm) : Carol
- 2010 : The Hills Have Thighs : Mira
- 2010 : Housewives from Another World : Rita
- 2011 : Sexy Wives Sindrome (téléfilm) : Mandy
- 2014 : Sexipede! (téléfilm) : Diana Reid
- 2015 : Pornstars Like It Black
- 2019 : Girls Guns and Blood : Monique